# Vol Atlantic Southeast Airlines 2254
Le 9 avril 1990, un Embraer EMB 120 assurant le vol Atlantic Southeast Airlines 2254, un vol régional régulier reliant Muscle Shoals, en Alabama, à Atlanta, en Géorgie, avec une escale à Gadsden, a été impliqué dans une collision aérienne avec un Cessna 172 au-dessus de Gadsden. La collision a entraîné la mort du pilote et du passager du Cessna.

## Avion

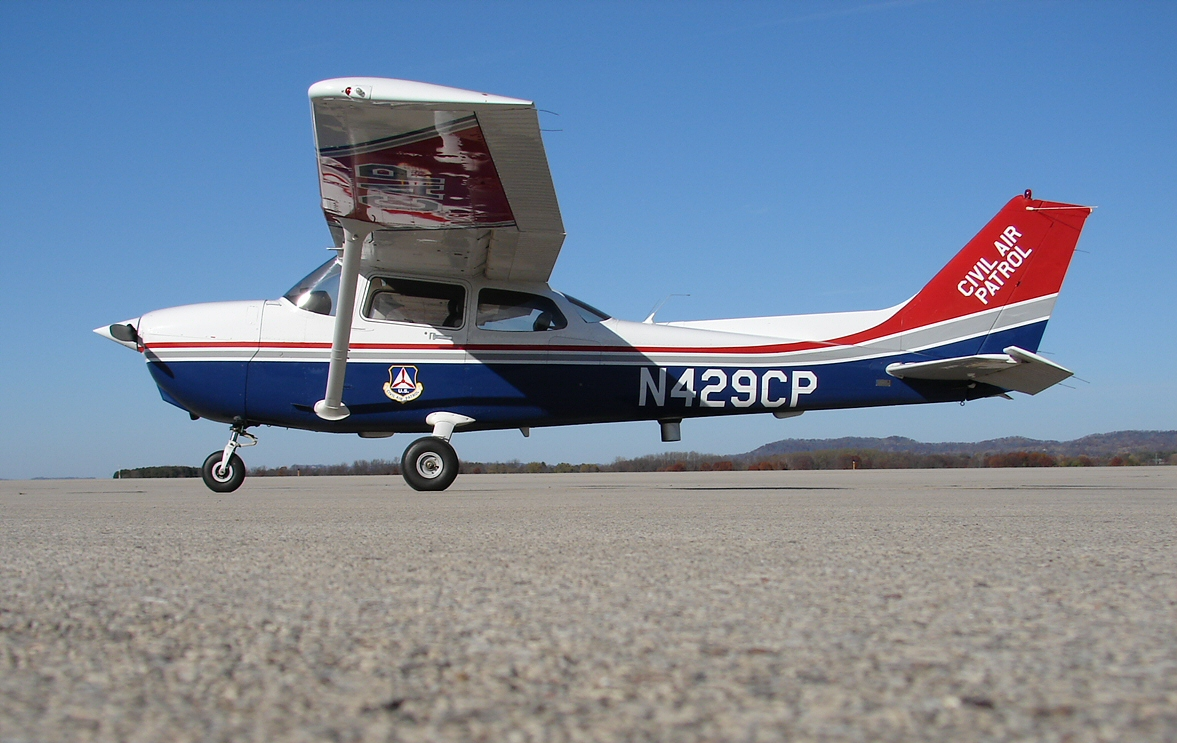
Un Cessna 172 de la Civil Air Patrol, similaire à celui impliqué dans l'accident.

Le vol 2254 était opéré par un Embraer EMB 120 Brasilia de la compagnie régionale Atlantic Southeast Airlines, immatriculé N217AS. 
Le deuxième appareil était un Cessna 172, immatriculé N99501, avec deux membres de la Civil Air Patrol à bord.

## Accident
Le vol 2254 a décollé de Muscle Shoals, en Alabama, à destination d'Atlanta, avec une escale intermédiaire prévue à l'aéroport régional de Northeast Alabama (en), situé à Gadsden, en Alabama. La première étape du vol entre Muscle Shoals et Gadsden s'est déroulé sans incident.
Le vol 2254 a quitté Gadsden en décollant de la piste 24 de l'aéroport. L'avion a viré à gauche vers l'est le long de sa trajectoire de vol prévue vers Atlanta, montant vers une altitude assignée de 5 000 pieds (1525 m). Le Cessna 172 se dirigeait vers l'ouest à la même altitude, face au soleil couchant. Les deux aéronefs sont entrés en collision frontale vers 18h05.
À la suite de l'impact initial, le stabilisateur horizontal droit de l'Embraer EMB-120 a été arraché. Bien que considérablement endommagé, le vol 2254 a réussi à retourner à l'aéroport sans faire de blessés parmi les 7 personnes à bord. Le Cessna 172 s'est écrasé dans un champ, causant des blessures mortelles aux 2 occupants de l'appareil. 
L'équipage du vol 2254 a rapporté par la suite qu'il avait vu le Cessna quelques instants avant l'impact et que le commandant de bord avait tenté une action d'évitement en poussant le nez vers le bas, mais n'avait pas pu éviter la collision. Cependant, un témoin oculaire qui a vu la collision n'a signalé aucune manœuvre d'évitement par l'un ou l'autre des aéronefs avant l'accident.

## Causes
La cause probable de l'accident a été attribuée par le NTSB à une surveillance visuelle inadéquate de la part des pilotes des deux avions, ce qui les a empêchés de voir et d'éviter le trafic venant en sens inverse. 
Un facteur contributif à l'accident était l'éblouissement du pilote du Cessna 172, dû au soleil couchant, qui a limité son champ de vision et grandement réduit ses chances d'apercevoir le Brasilia avant la collision.